# Dorota Kaduszkiewicz
Dorota Kaduszkiewicz, z d. Kobędza (ur. 17 grudnia 1965) – polska lekkoatletka, specjalizująca się w skoku wzwyż, brązowa medalistka mistrzostw Polski.

## Kariera sportowa
Była zawodniczką Hutnika Kraków
W 1989 zdobyła brązowy medal mistrzostw Polski seniorek na otwartym stadionie w skoku wzwyż.
Rekord życiowy w skoku wzwyż: 1,85 (13.07.1984).
Pracuje jako nauczyciel wychowania fizycznego w Szkole Podstawowej nr 91 w Krakowie.